# Pseudofavolus nigrus
Pseudofavolus nigrus är en svampart som beskrevs av Ryvarden 1987. Pseudofavolus nigrus ingår i släktet Pseudofavolus och familjen Polyporaceae.   Inga underarter finns listade i Catalogue of Life.